# Паданска низина
Паданската равнина (на италиански: Pianura Padana, на латински Padanus – названието на река По у древните римляни) е обширна низина в северната част на Италия и част от кантона Тичино в Швейцария, разположена между Алпите на запад и север, Апенините на юг и Адриатическо море на изток, обхващаща предимно басейна на река По.

## Географска характеристика

### Големина, релеф, геоложки строеж
Простира се от запад на изток на протежение около 500 km и ширина от 70 km на запад до 200 km на изток. Низината се е образувала на мястото на плитък морски залив, заемащ тектонско понижение, в резултат от запълването му с морски, речни и флувиоглациални наслаги с мощност над 8 km. Повърхността ѝ е предимно плоска, постепенно понижаваща се от запад на изток от 300 – 400 m до морското равнище. Централните части представляват ниска гленеста равнина с плодородни алувиални почви, а периферията – пясъчно-чакълеста висока равнина. В долното течение на река По отделни участъци се намират под морското равнище.

### Климат
Климатът е преходен от субтропичен към умерен. Средната януарска температура варира от 0° до 4°С, а средната юлска от 22° до 24°С. Годишната сума на валежите е от 600 до 1000 mm, с максимум през пролетта и началото на лятото и вторичен максимум през есента. Устойчива снежна покривка не се задържа.

### Води
Основна водна артерия е река По, течаща през нея от запад на изток и получаваща десетки притоци от Алпите – Дора Рипария, Дора Балтеа, Сезия, Тичино, Ада, Ольо, Минчо, Адидже и леви притоци от Апенините – Танаро, Требия, Таро, Секия, Панаро. Пълноводията нареките е през пролетта и есента. Коритата на реките в долните им течение, вливащи се в Адриатическо море много често променят своето местоположение и причиняват големи наводнения, поради което са изградени големи водозащитни диги. През низината преминава гъста мрежа от напоителни, отводнителни и плавателни канали.

### Растителност
В миналото Паданската низина е била покрита с широколистни гори съставени предимно от дъб, кестен, липа, бук, бряст и крайречни гори съставени от топола и ракита, които сега са почти напълно унищожени. По-добре са се съхранили тръстиковите блата и торфени полета (основно в делтовите райони). Низината се явява житницата на Италия. Основните селско стопански култури са пшеница, царевица, ориз, лозя и овощни градини.

### Населени места
В равнината са разположени градовете Торино, Милано, Бреша, Падуа, Венеция, Верона, Болоня, Парма, Венеция, Равена.

## Деление
В зависимост от своята надморска височина, геоложки строеж и вида речна мрежа Паданската низина се дели на две обособени подобласти: Ломбардска низина на запад и Венецианска низина на изток.
Ломбардската низина заема западната, приповдигната част на Паданската низина и се простира основно в южните части на областта Ломбардия. Дължина от западна изток около 220 km, ширина от 70 до 120 km. Условната граница между Ломбардската и Венецианската низина преминава приблизително по линията от езерото Гарда и градовете Мантуа и Модена. В подножието на Алпите височината ѝ е около 300 – 400 m, а на изток по долината на река По – 20 – 50 m. Изградена е основно от речен алувий и флувиоглациални наслаги от древните ледници, спускащи се от Алпите. Основна река е По със своите многоводни притоци Дора Рипария, Дора Балтеа, Сезия, Тичино, Ада, Ольо, Минчо, Танаро, Требия, Таро, Секия. Значителна част от територията ѝ е заета от населени места, земеделски земи, овощни и зеленчукови традини. Най-големите градове са Торино, Милано, Бреша, Пиаченца, Кремона, Парма.
Венецианската низина заема източната, най-ниска и плоска част на Паданската низина, като на север достига подножията на Алпите, на юг – подножията на Умбро-Маркските Апенини, а на изток – бреговете на Адриатическо море. Условната граница между Венецианската и Ломбардската низина преминава приблизително по линията от езерото Гарда и градовете Мантуа и Модена. Дължината ѝ от север на юг надминава 200 km, а ширината ѝ от запад на изток – 120 km. почти навсякъде надморската ѝ височина е под 100 m. Изградена е основно от глинести и тинести наслаги. Основна река е По. На север от нейната делта директно в Адриатическо море се вливат Адидже, Бакильоне, Брента, Пияве, Ливенца, Таляменто и Изонцо, а на юг – Рено, Ламоне, Ронко и Савио. Венецианската низина е почти напълно усвоена земеделски, като се отглеждат предимно зърнени култури и е развито овощарство и градинарство. Обхваната е от гъста мрежа от мелиоративни канали. Най-големи градове са Болоня, Модена, Равена, Мантуа, Верона, Падуа, Венеция, Тревизо, Порденоне, Удине, Ровиго, Имола.